# Jacky Rosen
Jacklyn „Jacky” Sheryl Rosen (ur. 2 sierpnia 1957 w Chicago) – amerykańska polityczka, senator Stanów Zjednoczonych z Nevady (od 2019 roku), w latach 2017–2019 członkini Izby Reprezentantów z 3. okręgu wyborczego stanu Nevada.

## Życiorys
Urodziła się 2 sierpnia 1957 w Chicago. Ukończyła psychologię na Uniwersytecie Minnesoty w 1979 roku. W 1985 roku ukończyła informatykę na Clark County Community College. Przed dołączeniem do Kongresu Stanów Zjednoczonych pracowała jako programistka i twórczyni oprogramowania. W latach 2017–2019 reprezentowała obejmujący część hrabstwa Clark 3. okręg wyborczy stanu Nevada w Izbie Reprezentantów. W 2018 roku została wybrana do Senatu Stanów Zjednoczonych, objęła urząd 3 stycznia 2019, po zaprzysiężeniu przez wiceprezydenta Mike’a Pence’a.